# Scott Whitley
Scott Whitley, né le 7 juin 1970 à Burnley dans le Lancashire, en Angleterre, est un bassiste anglais, notamment connu pour ses collaborations avec Animals (& Friends) et Big Country.

## Biographie
Scott Whitley est né le 7 juin 1970 à Burnley dans le Lancashire, en Angleterre. À l'âge de 14 ans, il commence à jouer de la guitare et de la batterie, mais il est « poussé » à jouer lorsqu'il forme son premier groupe avec des camarades de classe. Néanmoins, il s'intéresse véritablement à l'instrument après avoir vu un concert de Level 42 à la télévision. Le leader du groupe, Mark King, y est présenté comme étant « le meilleur bassiste au monde ». La technique de ce dernier, le slap, le fascine. Scott trouve alors sa vocation.
À ses 15 ans, il commence à jouer des concerts rémunérés, reprenant principalement des morceaux de musiciens des sixties, tels que les Beatles, Billy J. Kramer & The Dakotas, The Big Three, Gerry & The Pacemakers, etc. À l'âge de 16 ans, il entame des études de musique au Nelson & Colne College. Il y apprend tous les aspects de la musique, y compris l'enregistremenÀ l'âge de 18 ans, Scott joue régulièrement des concerts de Jazz. Les week-ends, il joue dans un groupe de reprises, ce qui lui permet de gagner un peu d'argent et lui apprend à adopter un comportement plus scénique. Il commence aussi à travailler à temps partiel comme ingénieur aux enregistrements dans un studio local. Il y coproduit plusieurs albums. Dix ans plus tard, on lui propose un poste de professeur en ingénierie du son au Blackburn College.
Au fil des années, Scott travaille avec de nombreuses pointures de la musique, dont Mark Brzezicki, Eric Bell (Thin Lizzy), Dave Sharp (The Alarm), The Boomtown Rats, The Rubettes, Charlie Morgan (Elton John), John Jorgenson (Elton John), Bobby Elliott (The Hollies), The Casuals, The Newbeats, Linda Gail Lewis, Jerry Donahue (Fairport Convention), Clive Bunker (Jethro Tull), Nuno Mindelis, Dave Mattacks (Paul McCartney), Dynamix, Boogie Express, Boogie Station, The Right Stuff, Paul Guard, Chip Kendall, Dawn Elektra, Roo Walker, Philippa Hanna, etc. 
Tout en continuant à donner des concerts et à enregistrer, Scott donne des cours de guitare basse au Blackburn College depuis une dizaine d'années.
En 2012, Scott remplace le bassiste Pete Barton au sein de Animals & Friends, avec lesquels il joue et enregistre depuis. La même année, il sort Put A Record On avec les Ric Lee's Natural Born Swingers aux côtés de Ric Lee, batteur de Ten Years After, Bob Hall, pianiste d'Alexis Korner, et Danny Handley, guitariste et chanteur de Animals & Friends. En 2015, il devient le bassiste, alternativement avec Matt Pegg, du groupe écossais Big Country, en remplacement de Derek Forbes.
Scott a aussi son propre groupe, The Scott Whitley Quartet, avec lequel il se produit régulièrement.  
Il a également créé son propre modèle de basse "short scale", la SWB-1.  

## Influences
Les principales infuences de Scott sont Level 42, Primus, Mark King, Stanley Clarke, Jaco Pastorius, Marcus Miller, Paul McCartney, John Entwistle, Louis Johnson, Pino Palladino, Victor Wooten et Brian Bromberg,.

## Discographie
(Source : Discogs)

### Avec Animals & Friends
- Instinct (2004)
- Prehistoric Years (2009)
- The Greatest Hits Live (2013)

### Avec Ric Lee's Natural Born Swingers
- Put a Record On (2012)